# Luis Carlos Restrepo
Luis Carlos Restrepo Ramírez (Filandia, 1954) es un médico psiquiatra, filósofo, escritor y político colombiano, reconocido por su papel en los procesos de paz, su pensamiento crítico sobre la salud mental colectiva, y su influencia en el debate ético y social en Colombia. A lo largo de su trayectoria ha articulado la psiquiatría, la filosofía y la política, con una visión centrada en la afectividad, la reconciliación y la transformación cultural.
Es doctor en Medicina y Cirugía de la  Universidad Nacional de Colombia, especialista en Psiquiatría, y magíster en Filosofía de la  Pontificia Universidad Javeriana. Ha trabajado como psiquiatra social y terapeuta clínico, particularmente en lo que él denomina la "clínica del afuera", abordando fenómenos como la drogadicción, la violencia y otros malestares colectivos. También ha sido asesor del Ministerio de Educación Nacional, docente universitario y conferencista nacional e internacional. 
En 1994 publicó El derecho a la ternura, una obra que se convirtió en un fenómeno editorial y cultural en Colombia. El libro, que plantea la necesidad de recuperar la afectividad como fundamento de la vida social, fue el más vendido en el país durante 1995 y generó amplio debate en los ámbitos académico, educativo y político. Su tesis sobre la “insurgencia civil de la ternura” frente a la cultura de la violencia y el autoritarismo resonó especialmente en una Colombia marcada por el conflicto armado.
En 1997, Restrepo lideró junto al periodista Francisco Santos Calderón (Pachito Santos) el Mandato Ciudadano por la Paz, la Vida y la Libertad, una movilización sin precedentes que logró que más de diez millones de colombianos votaran simbólicamente a favor del cese del conflicto interno. Esta acción consolidó su liderazgo en la sociedad civil y lo posicionó como una figura clave en el movimiento por la paz.
Entre 2002 y 2009 se desempeñó como Alto Comisionado para la Paz durante el gobierno de Álvaro Uribe Vélez. En este cargo, encabezó uno de los procesos de desmovilización más grandes de la historia del país, que incluyó la reintegración de más de 44 mil miembros de grupos armados ilegales,  paramilitares y guerrilleros. Tras su salida del cargo en 2009, asumió brevemente la jefatura del Partido de la U.
En 2011 fue vinculado a una investigación judicial por su presunta participación en una falsa desmovilización del frente Cacica La Gaitana de las FARC. Sin embargo, en 2025, el Juzgado 1° Especializado de Bogotá lo absolvió definitivamente, al no encontrar pruebas que sustentaran los cargos de peculado por apropiación ni simulación de hechos.

## Vida política
Luis Carlos Restrepo inició su vida política en 1997 cuando, junto a Francisco Santos Calderón, lideró la iniciativa "Mandato Ciudadano por la Paz" que movilizó a diez millones de colombianos que depositaron un voto en contra de la violencia. Su cercanía con Francisco Santos le permitió vincularse en 2002 a la campaña a la presidencia de Álvaro Uribe, quien una vez elegido presidente de Colombia lo designó como Alto Comisionado para la Paz, se desempeñó en este cargo entre agosto de 2002 y febrero de 2009. Posteriormente fue elegido presidente del Partido de la U, cargo en el que impulsó de manera infructuosa la tercera elección de Uribe como presidente. En diciembre de 2009 renunció a la presidencia del partido y anunció su candidatura a la Cámara de Representantes por la ciudad de Bogotá encabezando la lista del Partido de la U; sin embargo el 13 de enero de 2010 renunció a su aspiración a la Cámara.

## Comisionado de Paz
Restrepo fue designado por el gobierno colombiano en cabeza de Álvaro Uribe Vélez como Alto Comisionado para la Paz en agosto de 2002, en este cargo le correspondió negociar y suscribir el acuerdo de paz entre el Gobierno y el grupo paramilitar de las Autodefensas Unidas de Colombia (AUC). En 2003, junto con las AUC, firmó el Acuerdo de Santa Fe de Ralito que sentaba las bases para la negociación de un eventual proceso de paz; a finales de ese año se dio la primera desmovilización paramilitar por parte del bloque Cacique Nutibara comandado por alias Don Berna.
Durante su gestión como comisionado se desmovilizaron, además, importantes jefes paramilitares como Salvatore Mancuso, Jorge 40 y Ernesto Báez; así como algunos frentes guerrilleros de las FARC y el Ejército Revolucionario Guevarista.

### Investigación por falsas desmovilizaciones
Luis Carlos Restrepo es declarado inocente tras proceso judicial de más de 12 años.En el año 2025 Luis Carlos Restrepo, ex comisionado de Paz, fue absuelto por falsa desmovilización de un frente de las Farc
El 7 de marzo de 2006, siendo Restrepo comisionado de Paz, se produjo la supuesta desmovilización de 62 guerrilleros del frente Cacica la Gaitana de las FARC; sin embargo meses después, debido a las declaraciones de algunos de los desmovilizados, se conoció que el proceso había sido un montaje y que de los 62 supuestos guerrilleros desmovilizados solo algunos lo eran realmente mientras que la mayoría eran indigentes y desempleados que recibieron alrededor de 500.000 pesos (alrededor de 180 dólares) por participar del montaje. Por estos hechos la Fiscalía General de la Nación abrió investigación en contra de Restrepo y programó la audiencia de imputación de cargos, en la que se pediría su detención, para el 20 de enero de 2012, sin embargo el excomisionado para la Paz no se presentó; el 9 de febrero de 2012 se conoció que Restrepo había abandonado el país a principios de enero y por ello fue declarado 'reo ausente'. El 10 de febrero la Fiscalía imputó a Restrepo cargos por prevaricato, peculado, fraude procesal, y tráfico y porte de armas.
No obstante, el 20 de febrero de 2012 el exguerrillero alias 'Olivo Saldaña' declaró en audiencia pública que él fue quien engañó a Luis Carlos Restrepo y a las Fuerzas Militares de Colombia al inflar el número de desmovilizados del Bloque 'Cacica La Gaitana' de las Farc, y se responsabilizó de haber infiltrado a falsos guerrilleros en la desmovilización.
El 23 de febrero de 2012 la juez 62 de garantías emitió una orden de captura contra Restrepo debido a que se presumió que no comparecería ante la justicia. La medida fue revocada el 23 de marzo de 2012 por la juez 45 de conocimiento, quien consideró que no era clara la coautoria de Restrepo en la falsa desmovilización y que existieron irregularidades en la imputación de cargos por parte de la Fiscalía.
En mayo de 2012 el Tribunal Superior de Bogotá decidió reactivar temporalmente la medida de aseguramiento contra Restrepo al considerar que la juez 45 de conocimiento al revocar la orden  de captura lo había hecho partiendo de juicios subjetivos sin respaldo procesal, por ello ordenó a la juez revisar su decisión respentando la Constitución y la Ley. Transcurrido el tiempo otorgado por el Tribunal para que la juez revisara su decisión, ésta decidió dejar nuevamente sin vigencia la orden de captura contra Restrepo.
La decisión de la juez 45 de conocimiento fue nuevamente revocada el 22 de junio de 2012 por la Corte Suprema de Justicia que consideró que la juez no podía decidir dos veces sobre el mismo caso, asimismo la Corte ordenó que otro juez decidiera si se dicta o no medida de aseguramiento contra el imputado.
El 30 de julio de 2012 el juez tercero de conocimiento ratificó la medida de aseguramiento y la orden de captura internacional contra Restrepo.
La defensa del excomisionado recordó que el caso comenzó en 2011, tras la publicación de una investigación por parte de la Fiscalía dirigida entonces por Viviane Morales. La presión mediática y judicial derivó en una orden de captura emitida en 2012, aunque Interpol nunca autorizó una circular roja contra L C Restrepo. El director de la Dijín, general Carlos Mena, aseguró que por errores de trámite que el nombre del excomisionado no haya sido aún incluido en la lista de la Interpol.
El 17 de mayo de 2025 absuelven al excomisionado de Paz Luis Carlos Restrepo por falsa desmovilización del frente Cacica La Gaitana 

## Obras publicadas
Además de su labor política, Luis Carlos Restrepo ha desarrollado una prolífica carrera como autor, con una obra que abarca diversos campos como la psiquiatría, la filosofía, la ética y la política.
Su obra se caracteriza por una reflexión sobre la libertad humana, la interdependencia social y la necesidad de una ética del cuidado y la ternura en la sociedad contemporánea.
Entre sus principales obras se cuentan:
- Libertad y locura (1983)
- La trampa de la razón (1986)
- El derecho a la ternura (1994)
- La fruta prohibida: la droga como espejo de la cultura (1994)
- Ecología humana: una estrategia de intervención cultural (1996)
- Ética del amor y pacto entre género (1998)
- Memorias de la tierra (1998)
- El derecho a la paz: proyecto para un arca en medio de un diluvio de plomo (2001)
- Más allá del terror: abordaje cultural de la violencia en Colombia (2002)
- El retorno de lo sacro (2004)
- Justicia y paz: de la negociación a la gracia (2005)
- Viaje al fondo del mal (2005)